# Schleswig hercegeinek listája
Az alábbi lista Schleswig hercegeit tartalmazza.
| Név                                           | Uralkodása                           | Megjegyzések                  |
| --------------------------------------------- | ------------------------------------ | ----------------------------- |
| Olaf (*1052)                                  | hcg.: 1058, †1095. augusztus 18.     | Dán király.                   |
| a méltóság 1095 és 1119 között nincs betöltve |                                      |                               |
| Szent Knut Lavard (*1096)                     | hcg.: 1119, †1131. január 7.         | Olaf unokaöccse.              |
| Magnus (*1106)                                | hcg.: 1131, †1134. június 4.         | Olaf unokaöccse. Svéd király. |
| a méltóság 1134 és 1152 között betöltetlen    |                                      |                               |
| I. Valdemár (*1131. január 14.)               | hcg.: 1152–1154, †1182. május 12.    | Knut fia, dán király.         |
| a méltóság 1154 és 1170 között betöltetlen    |                                      |                               |
| Jütlandi Kristóf                              | hcg.: 1170–1173                      |                               |
| a méltóság 1173 és 1183 között betöltetlen    |                                      |                               |
| II. Valdemár dán király (*1170. június 28.)   | hcg.: 1183–1216, †1241. március 28.  | Dán király.                   |
| III. Valdemár (*1209)                         | hcg.: 1209–1216, †1231               |                               |
| I. Erik (*1216)                               | hcg.: 1216–1232, †1250. augusztus 9. | Dán király.                   |
| Ábel (*1218)                                  | hcg.: 1232, †1252. június 29.        | Dán király.                   |
| IV. Valdemár (*1238)                          | hcg.: 1253, †1257. augusztus 9.      |                               |
| II. Erik (*1242)                              | hcg.: 1257, †1272. május 27.         |                               |
| a tisztség 1272 és 1283 között betöltetlen    |                                      |                               |
| V. Valdemár (*1265)                           | hcg.: 1283, †1312 tavasza            |                               |
| III. Erik (*1288)                             | hcg.: 1312, †1325. március 12.       |                               |
| VI. Valdemár (*1314)                          | hcg.: 1325–1326, ld. alább           | Dán király.                   |
| Gerhard (*1292)                               | hcg.: 1326–1330, †1340. április 1.   |                               |
| VI. Valdemár (2x)                             | hcg.: 1330, †1364                    |                               |
| I. Henrik (*1342)                             | hcg.: 1364, †1375 augusztusa         |                               |

## Fordítás
Ez a szócikk részben vagy egészben  a   List_of_dukes_of_Schleswig című angol Wikipédia-szócikk fordításán alapul.  Az eredeti cikk szerkesztőit annak laptörténete sorolja fel. Ez a jelzés csupán a megfogalmazás eredetét és a szerzői jogokat jelzi, nem szolgál a cikkben szereplő információk forrásmegjelöléseként.